# Machados (Pernambuco)
Machados é um município brasileiro do estado de Pernambuco. Limita-se ao norte e a oeste com Orobó, ao sul com São Vicente Férrer, ao sudeste com Bom Jardim, e a leste com Vicência.

## História
O município foi criado pela lei estadual 4.994, que desmembrou de Bom Jardim seu antigo distrito.

## Geografia
Composto apenas por seu distrito-sede e com altitude de 416 metros, o município se localiza à latitude 07°40'56" sul e à longitude 35°31'22" oeste. Sua população estimada em 2010 era de 13 mil habitantes.